# 桃红葡萄酒
粉紅酒 （法語：Vin rosé）是葡萄酒的一種，其顏色來自較為淺色的紅葡萄或黃葡萄的果皮，這些葡萄能把酒體變成粉紅色或相近的顏色。

## 名稱
法語寫為“rosé”，葡萄牙語與西班牙語寫為“rosado”，意大利語寫為“rosato”，都是玫瑰色的意思。
華人世界中對這種酒並無一個統一的翻譯，其直譯為“玫瑰酒”，不過這會和中國自己的玫瑰花瓣酒相混淆；也有翻譯成“粉紅酒”的，但這又會和紅葡萄酒中的粉黛酒搞混；因此本條目採取最不會產生歧義的“桃紅葡萄酒”來表示，而且粉紅葡萄酒中也的確有加入桃子的。

## 概要
粉紅酒的顏色介於白葡萄酒和紅葡萄酒之間，添加物和釀酒工藝也和紅白葡萄酒不同。粉紅酒的顏色有一定的差異，從接近透明的粉紅色到深沉的橘紅都有。
粉紅酒的釀造過程與紅葡萄酒類似，紅葡萄榨汁後，先不過濾葡萄皮核，待葡萄汁釀成酒後再過濾。在釀酒過程中，葡萄皮的顏色溶解到酒中。粉紅酒的顏色比不甜紅葡萄酒淺，主要分為兩種，一種是只將葡萄皮和葡萄汁接觸幾小時的淡色粉紅酒（le vin gris），另一種是每隔幾小時抽樣檢查，直到顏色合適再過濾的顏色較深的粉紅酒（la saignée）。用類似方法釀造的香檳則稱為粉紅香檳。

## 釀造工藝
釀造粉紅酒主要有三種方法：葡萄皮接觸法、放血法、混合法。

### 葡萄皮接觸法
釀造粉紅酒時，通常使用葡萄皮接觸法。將紅葡萄絞碎後，讓葡萄皮和葡萄汁短時間接觸，通常是1到3天。然後壓榨葡萄汁、去除葡萄皮，而不是像釀造紅葡萄酒那樣讓葡萄皮留下來、在整個發酵周期與葡萄汁接觸。由於葡萄皮含有很多深色的單寧和其他化合物，去除葡萄皮會使粉紅酒的酒體更像白葡萄酒。葡萄皮與葡萄汁接觸的時間越長，最後釀成的粉紅酒的顏色就越深。

### 放血法
粉紅葡萄酒可以使用一種稱作放血法（Saignée，來自法文的放血）的工藝，作為紅葡萄酒釀造過程中的副產品。 如果釀酒師想增加紅葡萄酒中的單寧和顏色，會在釀製早期放出果漿中的一些粉紅色的果汁，此步驟稱為放血。放血的結果會強化紅葡萄酒成品的强度，這是因為果漿中的果汁減少，使得參與浸皮過程（Maceration）的果漿濃縮。分離出來的粉紅色葡萄汁可以單獨發酵釀製成粉紅葡萄酒。

### 混合法
在世界的其他地方，混合法、亦即單純將紅葡萄酒加到白葡萄酒中增加顏色，並不是常見的作法。在大多數葡萄酒產區並不鼓勵使用這種方法，尤其在法國，混合法在香檳區以外的地區是法律禁止的。即使是在香檳區，較為高階的酒莊也都使用放血法而非混合法。

## 以紅皮葡萄釀造的粉紅酒
第二次世界大戰之後，大眾市場開始流行半甜的粉紅酒，具有代表性的是葡萄牙的马刁士（Mateus）粉紅酒和1970年代美國的淺紅酒（"blush" wines）。但現在時尚似乎又回到不甜而酒體豐富的類型。
這些葡萄酒通常出現在較為炎熱的產區，例如普羅旺斯、藍多克和澳大利亞，並且多半使用來自隆河區的葡萄品種，如希哈（Syrah）、格纳希（Grenache）和卡利濃（Carignan）釀製。

### 美國市場

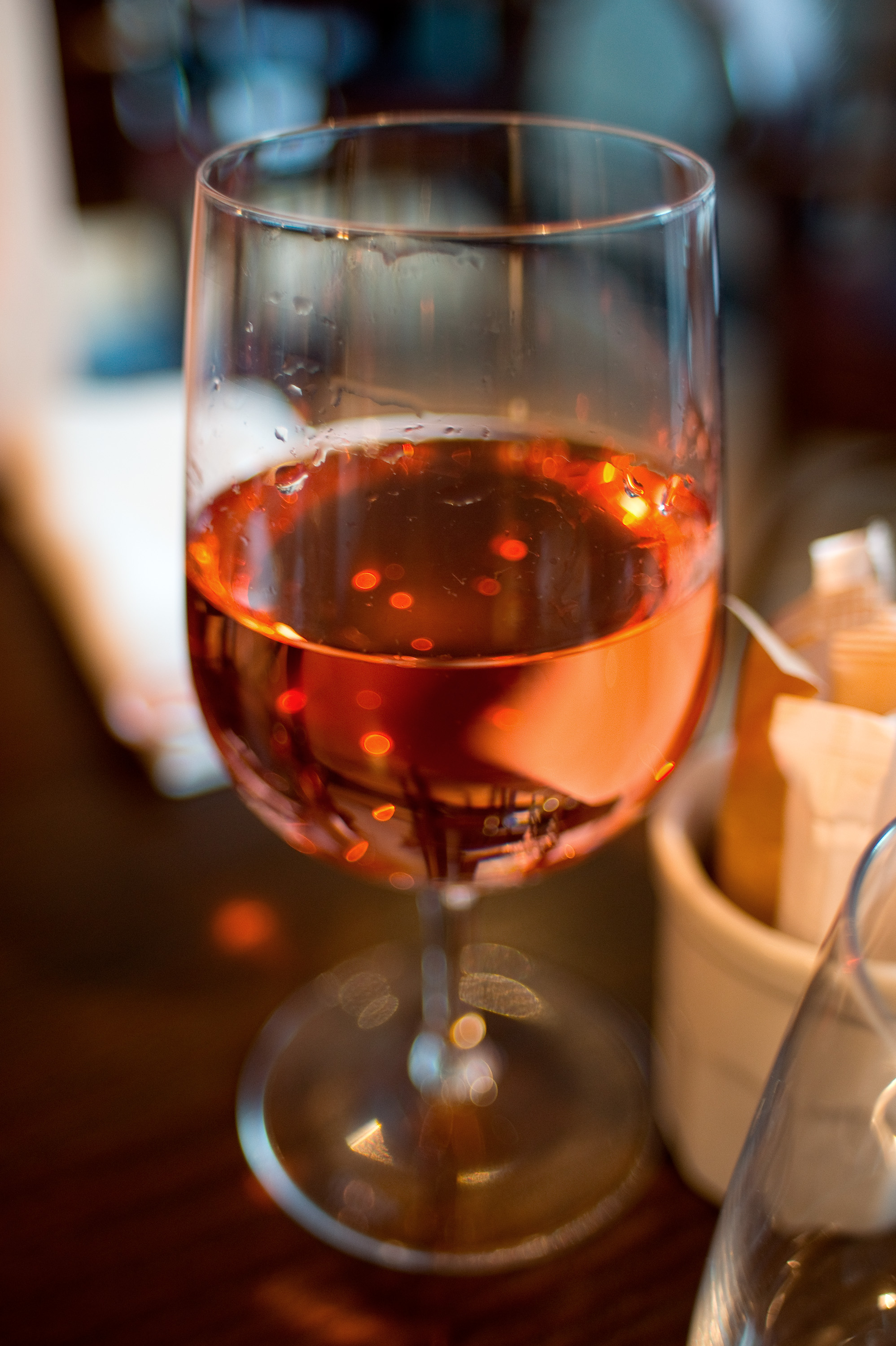
一杯粉紅酒，顏色比一般淺紅酒（blush）來的深。

在1970年代早期，由於對白葡萄酒的需求超過白葡萄的產量，因此加州的許多葡萄酒酒廠使用紅葡萄、採用放血方式盡可能減少葡萄皮接觸時間來釀造白葡萄酒，越白越好。1975年，舒特家族的白金芬黛葡萄酒遭遇了發酵停滞（stuck fermentation)──糖尚未轉換成酒精時，酵母就已死去。釀酒師鲍勃·特林凯罗將這批酒放置了兩個星期，在品嚐過後他，决定出售這批粉紅色、帶有甜味的葡萄酒。  
1976年，葡萄酒作家杰瑞·米德（Jerry D. Mead）探訪加州索诺马县的妙吉酒莊（Mill Creek Vineyards） ， 莊主查理·克雷克（Charlie Kreck)是在加州首先種植卡本內蘇維濃葡萄的種植者之一,他给杰瑞·米德一杯用卡本內蘇維濃釀造的淺紅色的酒，當時尚未取名 。克雷克不打算將其稱作白卡本內蘇維濃，因為該酒的顏色比那時用紅葡萄釀製的白葡萄酒深了許多,但也不像他所知道的粉紅酒顏色那麼深。。 米德開玩笑地建議取名為"Cabernet Blush"（卡本內淺紅，blush意指臉色羞紅），當天晚上米德打電話給克雷克電话，說他不認為這個名字是個玩笑。1978年，克雷克將"Blush"一詞註冊為商標。 後來，這個名字被舒特家族和貝林格等酒廠當作半甜葡萄酒的市場宣傳名稱。2010年，妙吉酒莊首次生產粉紅葡萄酒。

### 奥地利市場
Schilcher是只在奥地利的西施蒂利亞產區釀造的粉紅酒。

### 法國市場
在法國，粉紅葡萄酒市場當前的商業趨勢是朝向更輕酒體的 （例如，含很少單寧的），易飲的, 新鲜的和年輕的（不到一年的）葡萄酒。在法國，出產粉紅酒的主要產區是普羅旺斯，但是，許多其他葡萄酒產區也跟隨這種容易銷售的葡萄酒的風尚，生產自己的粉紅酒以在市場上分一杯羹。
在銷售额上，粉紅酒已經超越了白葡萄酒 。

#### 亞爾薩斯
Vin gris是用黑皮諾葡萄釀製的淺粉紅酒的法文名字。在亞爾薩斯，人們使用亞爾薩斯黑皮諾（pinot noir d'Alsace）釀造粉紅酒.

#### 安茹
历史上，粉紅酒是一个非常细腻的，不甜型葡萄酒，例如來自卢瓦尔河谷的安茹的粉紅葡萄酒。实际上最早的來自波爾多的claret现在看來也可以稱作粉紅葡萄酒。

#### 勃艮第
Marsannay rosé是在勃艮第的夜丘子產區的村镇Marsannay-la-Côte, Couchey和Chenôve釀造的粉紅酒。

### 德國市場
Weißherbst是指德國使用單一葡萄品種釀製的粉紅酒，並且須在瓶身上標示其葡萄品種。Rotling表示用多種葡萄品種混釀而成的粉紅酒，其中可以是多種紅葡萄品種混釀，或者多種紅、白葡萄品種混釀。這些標示在德國一般餐酒 (Tafelwein)，地區餐酒 (Landwein) 以及產區優質酒 (QbA) 等級中，是被法令所規定必須加註於瓶身。而在優質高級葡萄酒 (QmP) 等級中，則是交由酒莊自行選擇是否使用該標示。 (參見葡萄酒分級)

### 葡萄牙市場
Mateus（有译作马刁士）是葡萄牙生產的半甜微泡粉紅酒的品牌。

### 西班牙語國家市場
格纳希(Grenache)葡萄在里奥哈也用於釀造淺色粉紅酒。 西班牙釀造的粉紅酒（Rosado）比法國的粉紅酒顏色更深。

### 瑞士市場
Oeil de Perdrix（意為鹧鸪的眼睛）是瑞士生產的一款用黑皮诺葡萄釀造的粉紅酒。該酒必須使用不進行壓榨的自流汁（free run）釀造。

## 粉紅香檳
香檳也可以釀成粉紅色，作法是在果漿中混入少量的紅葡萄酒。在西班牙，粉紅卡瓦酒（Cava rosado）也是以這種工藝釀製的。

## 顏色

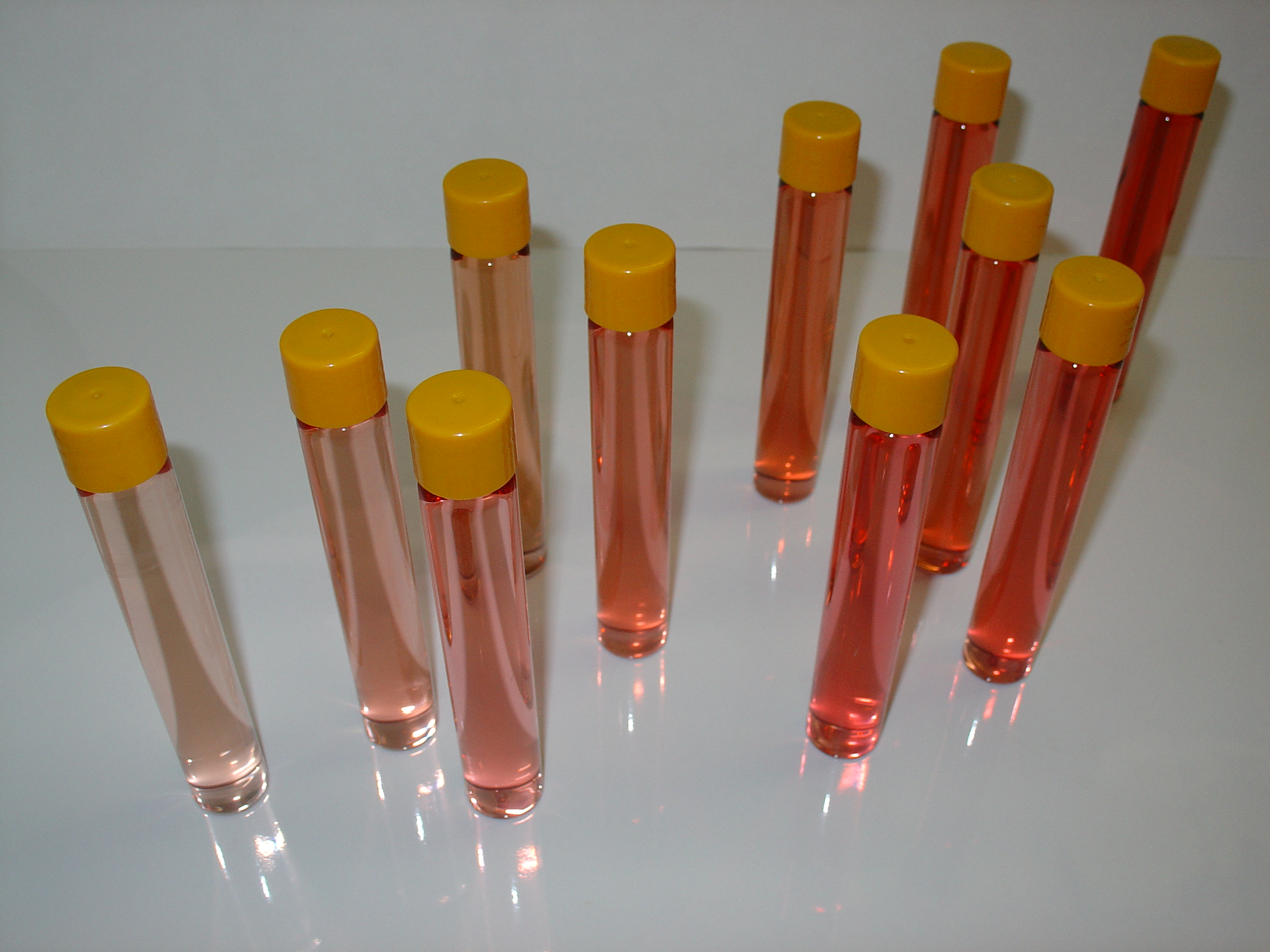
普罗旺斯粉紅酒：由于葡萄品種，添加剂和釀酒工藝的不同，粉紅酒的顏色在一个范围内，从淡桔紅色到鲜艳的紫紅色。

根據法國的普羅旺斯葡萄酒協會（CIVP）， 普羅旺斯的粉紅葡萄酒呈現以下幾種顏色之一：
- 哈密瓜（█）
- 桃（█）
- 紅加侖 （█）
- 葡萄柚
- 芒果
- 紅橘

## 參照
- 紅葡萄酒
- 白葡萄酒